# Lądowisko Radom
Lądowisko Radom – lądowisko sanitarne w Radomiu, w województwie mazowieckim, położone przy ul. Aleksandrowicza 5. Przeznaczone jest do wykonywania startów i lądowań śmigłowców sanitarnych i ratowniczych w dzień i w nocy o dopuszczalnej masie startowej do 5700 kg. 
Zarządzającym lądowiskiem jest Wojewódzki Szpital Specjalistyczny. W roku 2011 zostało wpisane do ewidencji lądowisk Urzędu Lotnictwa Cywilnego pod numerem 68